# Epic LT
Die Epic LT ist ein US-amerikanisches Reiseflugzeug des Herstellers Epic Aircraft.

## Aufbau
Es handelt sich um einen ganz aus Carbon-Verbund-Material hergestellten einmotorigen Tiefdecker mit Druckkabine. Das Bugradfahrwerk ist einziehbar, als Antrieb dient eine Propellerturbine. Die Maschine bietet Platz für 6 Personen. Optional kann auch eine Toilette eingebaut werden, dann finden 4 Personen Platz. Der Erstflug erfolgte am 14. Juli 2004, etwa 14 Monate nach Beginn der Entwicklung 2003.

## Geschichte
Nach der Insolvenz des Herstellers 2009 war eine Musterzulassung nicht mehr finanzierbar, weshalb das Nachfolgeunternehmen LT Builders Group LLC die Maschine als Bausatz zum Preis von 1,9 Millionen US-$ anbietet.
Der Zusammenbau erfolgt jedoch unter Anleitung im Herstellerwerk.
So kann die Epic LT in den USA in der Zertifizierungskategorie „Experimental“ zugelassen werden, die neben echten Experimentalflugzeugen auch private Eigenbauten und Kitplanes zulässt.
Um eine Zertifizierung zu erreichen, kaufte die S7-Gruppe die Herstellungsrechte.

## Varianten
Die zertifizierte, bei Epic gebaute Variante der LT heißt E1000. Sie erhielt im November 2019 die FAA-Musterzulassung.

## Zwischenfälle
- Am 24. April 2009 startete die Epic LT mit dem Kennzeichen N653SB vom Astoria Regional Airport in Astoria, Oregon. Acht Minuten nach dem Start kam es zu einem teilweisen Leistungsverlust des Triebwerks. Der Pilot versuchte, zurück zum Startflugplatz zu fliegen. Die Entfernung war allerdings zu groß und die Maschine musste im Columbia River notwassern. Dabei wurde das Flugzeug substantiell beschädigt. Der Pilot und sein Passagier blieben unverletzt.[3]
- Am 24. März 2015 landete die Epic LT mit dem Kennzeichen RA-2151G mit eingezogenem Fahrwerk auf dem Flughafen Moskau-Domodedowo. Das Flugzeug wurde beschädigt; die Insassen blieben unverletzt.[4]
- Am 27. Dezember 2016 befand sich die Epic LT mit dem Kennzeichen N669WR auf einem Instrumentenanflug auf den Spruce Creek Airport in Port Orange, Florida. Während des Anflugs verlor der 67-jährige Pilot die Kontrolle über das Flugzeug und die Maschine stürzte ab. Der Pilot und sein Passagier wurden bei dem Unfall getötet und das Flugzeug wurde zerstört.[5]
- Am 31. März 2019 stürzte die Epic LT mit dem Kennzeichen RA-2151G beim Anflug auf den Flugplatz Frankfurt-Egelsbach in der Nähe von Erzhausen auf ein Feld. Der Pilot und die zwei Passagiere kamen bei dem Absturz ums Leben und das Flugzeug wurde zerstört. An Bord war auch Natalija Filjowa, Mitbesitzerin der S7 Airlines und eine der reichsten Frauen Russlands.[6] → Hauptartikel: Flugunfall der Epic LT RA-2151G am 31. März 2019

## Technische Daten

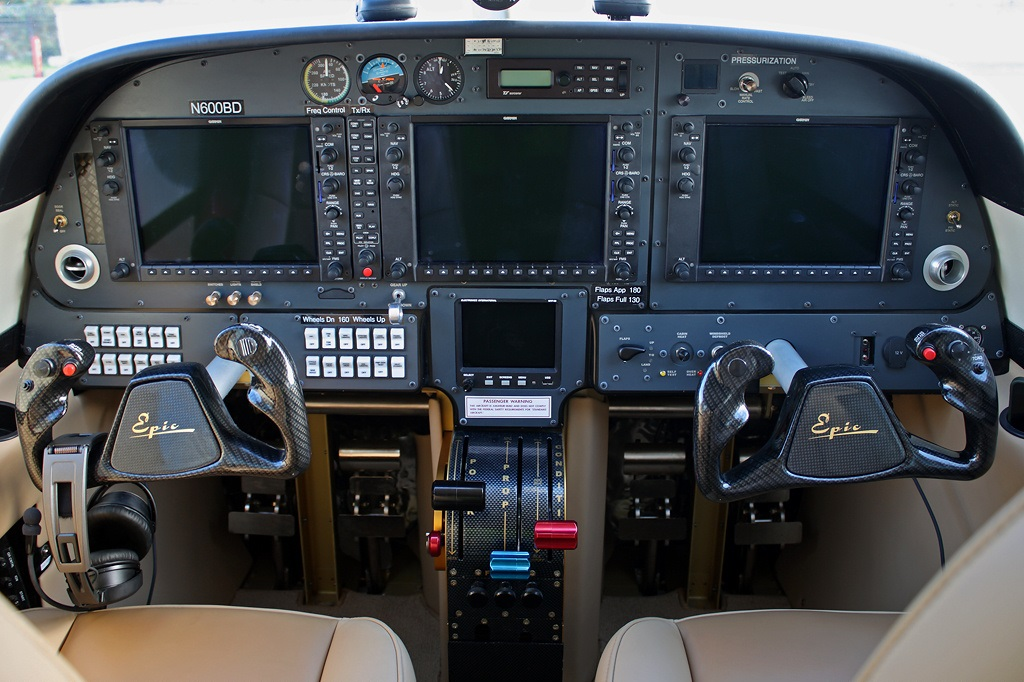
Cockpit

| Kenngröße                | Daten                                                                                     |
| ------------------------ | ----------------------------------------------------------------------------------------- |
| Besatzung                | 1–2                                                                                       |
| Passagiere               | 4–6                                                                                       |
| Länge                    | 35,8 ft (11 m)                                                                            |
| Spannweite               | 43 ft (13 m)                                                                              |
| Höhe                     | 12,5 ft (4 m)                                                                             |
| Flügelfläche             | 203 ft² (19 m²)                                                                           |
| Flügelstreckung          | 9,1                                                                                       |
| Kabinenlänge             | 15 ft (5 m)                                                                               |
| Kabinenbreite            | 4,6 ft (1 m)                                                                              |
| Kabinenhöhe              | 4,9 ft (1 m)                                                                              |
| Leermasse                | 4.600 lb (2.087 kg)                                                                       |
| max. Startmasse          | 8.000 lb (3.629 kg)                                                                       |
| Zuladung mit vollem Tank | 1.100 lb (499 kg)                                                                         |
| Reisegeschwindigkeit     | 320 kn (593 km/h)                                                                         |
| Triebwerke               | ein Turboprop Pratt & Whitney Canada PT6A-67A; 1.220 PS (897 kW) Wellenvergleichsleistung |
| Höchstgeschwindigkeit    | 333 kn (617 km/h)                                                                         |
| Dienstgipfelhöhe         | 34.000 ft (10.363 m)                                                                      |
| Reichweite               | 1.650 NM (3.056 km)                                                                       |